# NGC 5791
NGC 5791 је елиптична галаксија у сазвежђу Вага која се налази на NGC листи објеката дубоког неба.
Деклинација објекта је - 19° 16' 1" а ректасцензија 14h 58m 46,0s. Привидна величина (магнитуда) објекта NGC 5791 износи 11,7 а фотографска магнитуда 12,7. Налази се на удаљености од 36,399 милиона парсека од Сунца. NGC 5791 је још познат и под ознакама ESO 581-7, MCG -3-38-35, PGC 53516.